# 岩淵慶一
岩淵 慶一（いわぶち けいいち、1940年 - ）は、日本の哲学者。立正大学名誉教授。マルクスの疎外論などを研究。 

## 来歴
1964年東京大学文学部哲学科卒業、1969年東京都立大学 (1949-2011)大学院博士課程満期退学。立正大学文学部助教授、教授、2011年定年、名誉教授。

## 著書
- 『初期マルクスの批判哲学』時潮社 1986
- 『神話と真実 マルクスの疎外論をめぐって』時潮社 1998
- 『マルクスの21世紀』学樹書院 2001
- 『マルクスの疎外論 その適切な理解のために』時潮社 2007

### 翻訳
- ミハイロ・マルコヴィチ『実践の弁証法』岩田昌征共訳 合同出版 1970
- W.R.バイアー（ドイツ語版）『ヘーゲルの全体像』林和弘、平野英一,中本信子共訳 啓隆閣 1970
- ハインリヒ・オピッツ『マルクス主義と認識論』長沼真澄共訳 啓隆閣 1970
- ガーヨ・ペトロヴィッチ『マルクスと現代』田中義久共訳 紀伊国屋書店 1970
- エルハルト・ヨーン, マンフレート・ブーア, マットホイス・クライン『マルクス主義とヒューマニズム』丸野稔共訳 啓隆閣 1972
- アダム・シャフ『言語と認識』紀伊国屋書店 1974
- ミハイロ・マルコヴィチ『コンテンポラリィ・マルクス』市川達人,佐藤春吉,森尾直康共訳 亜紀書房 1995

## 参考
- researchmap